# Seirō (Niigata)
Seirō (聖籠町 Seirō-machi?) es un pueblo en el Distrito Kitakanbara en Niigata, Japón.

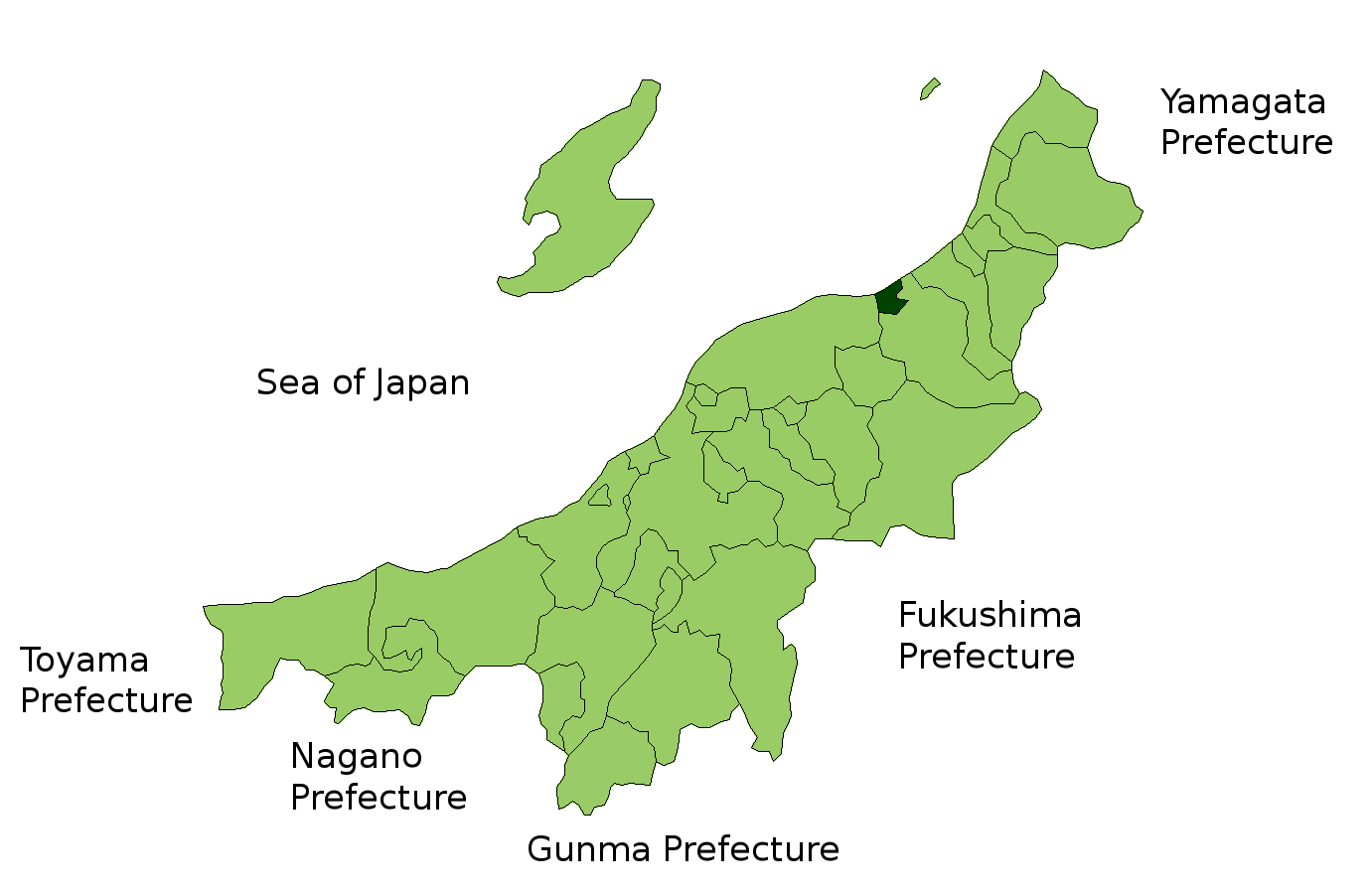
Ubicación de Seirō en la prefectura de Niigata.

En el 2003, la población era de 13,474 personas y la densidad de 354.67 persons por km². El área total es de 37.99 km².
- Datos: Q1204293
- Multimedia: Seiro, Niigata / Q1204293